# Nancy Kress
Nancy Kress, nacida Nancy Anne Koningisor, (Buffalo, Nueva York, 20 de enero de 1948) es una escritora estadounidense de ciencia ficción que comenzó a escribir en 1976, pero no fue hasta la publicación de su novela Mendigos en España en 1990, ganadora de los premios Hugo y Nébula, que obtuvo su mayor éxito.

## Biografía
Nancy Kress creció en East Aurora, un tranquilo pueblo, donde pasó toda su niñez leyendo o jugando en los árboles. Se licenció con honores en la Universidad Estatal de Nueva York, Plattsburgh (1969), impartió clases de cuarto grado de 1969 a 1973 y regresó a la universidad para obtener una maestría en Educación (1978) y una maestría en Inglés (1979) en la Universidad Estatal de Nueva York, Brockport, donde impartió clases de inglés de 1981 a 1983. 
En 1973 dejó la enseñanza, y se mudó a Rochester para casarse por primera vez con Michael Joseph Kress, un agente de seguros. Tuvieron dos hijos: Kevin Michael Kress y Brian Stephen Kress. Se divorciaron en 1984. Comenzó a escribir durante el embarazo de Brian. Su primer relato apareció en la revista Galaxy Science Fiction en 1976, y su primera novela en 1981. 
De 1984 a 1989, trabajó como redactora publicitaria en una empresa de Rochester, Nueva York. También impartió clases y diversos talleres en diferentes empresas incluyendo Clarion, y durante 16 años escribió una columna para Writer's Digest. En 1998 se casó con el también escritor de ciencia ficción Charles Sheffield, que murió en 2002. Tras la muerte de Charles se mudó de nuevo a Rochester.

## Obra
Fue durante el embarazo de Brian que Nancy empezó a escribir ficción. Nunca se había planteado que iba a ser escritora, pero el hecho de quedarse en casa con sus dos hijos, le dio tiempo para su experimento. Ella no era buena ni tejiendo ni bordando, que era lo que tenía planeado hacer en su vida, pero por esta razón decidió hacerse escritora.
Su primera historia, "The earth dwellers" (los moradores de la tierra) apareció en Galaxy en 1976.
Al contrario que otros escritores, que han pasado de la ciencia ficción a la fantasía, Kress ha hecho el camino inverso.
Comenzó a escribir con escaso éxito. Sus primeras obras eran fantasías irónicas y subversivas, pero desde 1988, año en que publicó Una luz extraña, se pasó a la ciencia ficción y no volvió a la fantasía.

## Premios
Obtenidos
- 1986: Premio Nébula de relato corto por Entre tantas estrellas brillantes
- 1992: Premio Nébula de novela corta por Mendigos en España
- 1992: Premio Hugo de novela corta de  por Mendigos en España
- 1992: Premio SF Chronicle de novela corta por Mendigos en España
- 1994: Premio John W. Campbell Memorial por Mendigos en España (Segundo premio con primero desierto)
- 1994: Premio SF Chronicle de relato largo por The Battle of Long Island
- 1997: Premio Theodore Sturgeon Memorial por The Flowers of Aulit Prison
- 1998: Premio Nébula de relato largo por The Flowers of Aulit Prison
- 2003: Premio John W. Campbell Memorial por Probability Space
- 2008: Premio Nébula de novela corta por Fountain of Age

Finalista
- 1985: Premio Nébula de novela corta por Trinidad
- 1990: Premio Hugo de historia larga por The Prince of Oranges
- 1992: Premio Hugo de novela corta por And Wild for to Hold
- 1993: Premio Nébula de historia corta por The Mountain to Mohammed
- 1993: Premio Hugo de historia corta por The Mountain to Mohammed
- 1994: Premio Nébula de historia larga por Bailando en el aire
- 1994: Premio Hugo de historia larga por Bailando en el aire
- 1994: Premio Nébula de novela por Mendigos en España
- 1994: Premio Hugo de novela por Mendigos en España
- 1994: Premio Prometheus de novela por Mendigos en España
- 1995: Premio Hugo de novela por Mendigos y opulentos
- 1996: Premio Nébula de novela por Mendigos y opulentos
- 1996: Premio Hugo de novela corta por Fault Lines
- 1999: Premio Hugo de historia larga por Steamship Soldier on the Information Front
- 2002: Premio John W. Campbell Memorial por Probability Sun